# 宇佐村
宇佐村（うさむら）は、かつて岐阜県稲葉郡にあった村である。
現在の岐阜市宇佐、宇佐東町、宇佐南などに該当する。
当村発足時は厚見郡の村であったが、郡の合併で稲葉郡の村となった。

## 歴史
- 1889年（明治22年）7月1日 - 町村制により宇佐村が発足。
- 1897年（明治30年）4月1日[2] - 方県郡の一部、厚見郡、各務郡が合併し、稲葉郡となる。当村は稲葉郡となる。
- 1897年（明治30年）4月1日 - 六条村、清村と合併し、三里村が発足。同日宇佐村は廃止。